# Super-moustache
Diffusion
Super-moustache, en espagnol Súper Bigote, est un personnage de propagande vénézuélien apparu en 2021. Empruntant ses traits au président Nicolás Maduro dans le cadre d'un culte de la personnalité, il porte une cape de super-héros et est inspiré par Superman. Avec ses « mains d'acier », il affronte les États-Unis, au service des Illuminatis.

## Historique
Le personnage a été créé en 2021 à la suite d'une commande de la présidence vénézuélienne. Le personnage, qui fait l'objet d'un dessin animé, affronte un personnage semblable à l'ancien président des États-Unis Donald Trump, au service des Illuminatis, et sauve le pays d'une panne d'électricité provoquée par les États-Unis. Il fait aussi face à des monstres, l'un s'opposant à la livraison de vaccins, des extraterrestres, ou un Frankenstein envoyé par la CIA. Il côtoie aussi des personnages à l'effigie des opposants politiques connus du pays. Par ailleurs, il possède le pouvoir d'invoquer l'esprit de Simón Bolivar, dont il reprend les initiales. Peint sur les murs, il fait aussi l'objet de projets dérivés, comme des casquettes et tee-shirts. Il se retrouve aussi comme déguisement lors du carnaval, ainsi que lors des cérémonies militaires.
En décembre 2022, treize millions de jouets à son effigie sont distribués aux enfants, ce qui a suscité les critiques de la population, touchée par la pauvreté.
Lors de la campagne de l'élection présidentielle vénézuélienne de 2024, il fait partie des instruments de propagande visant à promouvoir la candidature du président sortant. D'une manière générale, Maduro use des moyens étatiques pour faire campagne.